# Rangliste des deutschen Fußballs/1980er
Dieser Artikel gibt eine Übersicht über die Historie der Rangliste des deutschen Fußballs des kicker-Sportmagazins in der Zeit von 1980 bis 1989.

## Chronik der 1980er Jahre
Erläuterung: Die Flagge vor dem Spielernamen gibt die Staatsbürgerschaft des Spielers an bzw. (bei doppelter Staatsbürgerschaft oder nach einem Wechsel der Staatsbürgerschaft) die Nationalmannschaft, für die der Spieler zum Zeitpunkt des Erscheinens der Rangliste spielte oder spielberechtigt war. Ist keine Flagge vor dem Namen eingefügt, so hatte der betreffende Spieler zum Zeitpunkt des Erscheinens der Rangliste die deutsche Staatsbürgerschaft.

### Sommer 1980
Veröffentlicht in den kicker-Ausgaben vom 7. Juli 1980 (54/1980) und vom 14. Juli 1980 (56/1980). Die Rangliste bewertet das erste Halbjahr 1980.
| Position             | Weltklasse                                | Internationale Klasse | Im weiteren Kreis |
| -------------------- | ----------------------------------------- | --- | --- |
| Torhüter             | -                                         | Toni Schumacher (1. FC Köln) Norbert Nigbur (FC Schalke 04) | Walter Junghans (FC Bayern München) Eike Immel (Borussia Dortmund) Helmut Roleder (VfB Stuttgart) Rudi Kargus (Hamburger SV) Thomas Zander (TSV 1860 München) Paul Hesselbach (Bayer Uerdingen) Dieter Burdenski (Werder Bremen) |
| Außenverteidiger     | -                                         | Manfred Kaltz (Hamburger SV) Bernard Dietz (MSV Duisburg) | Udo Horsmann (FC Bayern München) Herbert Zimmermann (1. FC Köln) Bernd Martin (VfB Stuttgart) Jürgen Groh (1. FC Kaiserslautern) Michael Sziedat (Hertha BSC) Jonny Otten (Werder Bremen) |
| Libero               | -                                         | - | Wilfried Hannes (Borussia Mönchengladbach) Hans Weiner (FC Bayern München) Bernhard Cullmann (1. FC Köln) Hans-Günter Neues (1. FC Kaiserslautern) Gerd Zewe (Fortuna Düsseldorf) Klaus Fichtel (FC Schalke 04) Willi Neuberger (Eintracht Frankfurt) |
| Vorstopper           | -                                         | Karlheinz Förster (VfB Stuttgart) Hans-Peter Briegel (1. FC Kaiserslautern) | Klaus Augenthaler (FC Bayern München) Ditmar Jakobs (Hamburger SV) Charly Körbel (Eintracht Frankfurt) Rolf Rüssmann (FC Schalke 04) |
| Mittelfeldspieler    | Paul Breitner (FC Bayern München)         | Bernd Schuster (1. FC Köln) Hans-Peter Briegel (1. FC Kaiserslautern) Hans-Peter Müller (VfB Stuttgart) Felix Magath (Hamburger SV)                                                          | Bernd Förster (VfB Stuttgart) Lothar Matthäus (Borussia Mönchengladbach) Kurt Niedermayer (FC Bayern München) Mirko Votava (Borussia Dortmund) Hans Bongartz (1. FC Kaiserslautern) Thomas Hörster (Bayer 04 Leverkusen) Franz-Josef Tenhagen (VfL Bochum) Friedhelm Funkel (Bayer Uerdingen) Bernd Dürnberger (FC Bayern München) Hans-Josef Kapellmann (TSV 1860 München) Ronald Borchers (Eintracht Frankfurt) Hermann Ohlicher (VfB Stuttgart) Herbert Zimmermann (1. FC Köln) Bernd Nickel (Eintracht Frankfurt) Jürgen Röber (Werder Bremen) Jimmy Hartwig (Hamburger SV) Caspar Memering (Hamburger SV) Werner Melzer (1. FC Kaiserslautern) Rolf Blau (VfL Bochum) |
| Rechtsaußen          | -                                         | - | Karl Del’Haye (Borussia Mönchengladbach) Reiner Geye (1. FC Kaiserslautern) Walter Kelsch (VfB Stuttgart) Pierre Littbarski (1. FC Köln) |
| Linksaußen           | -                                         | - | Ewald Lienen (Borussia Mönchengladbach) Wolfgang Seel (Fortuna Düsseldorf) Werner Dreßel (Werder Bremen) Georg Volkert (VfB Stuttgart) |
| Innenstürmer         | Karl-Heinz Rummenigge (FC Bayern München) | Horst Hrubesch (Hamburger SV) Klaus Allofs (Fortuna Düsseldorf) | Dieter Müller (1. FC Köln) Wolfgang Frank (Borussia Dortmund) Bernd Hölzenbein (Eintracht Frankfurt) Harald Nickel (Borussia Mönchengladbach) |
| Ausländische Spieler | -                                         | Kevin Keegan (Hamburger SV) Bruno Pezzey (Eintracht Frankfurt) Tony Woodcock (1. FC Köln) Kurt Jara (MSV Duisburg) Cha Bum-kun (Eintracht Frankfurt) Ronnie Hellström (1. FC Kaiserslautern) | Ivan Buljan (Hamburger SV) Carsten Nielsen (Borussia Mönchengladbach) Branko Oblak (FC Bayern München) Benny Wendt (1. FC Kaiserslautern) Roland Hattenberger (VfB Stuttgart) |

### Winter 1980/81
Veröffentlicht in den kicker-Ausgaben vom 22. Dezember 1980 (102+103/1980) und vom 29. Dezember 1980 (104/1980). Die Rangliste bewertet das zweite Halbjahr 1980.
| Position             | Weltklasse                                | Internationale Klasse                                                                                            | Im weiteren Kreis |
| -------------------- | ----------------------------------------- | --- | --- |
| Torhüter             | Toni Schumacher (1. FC Köln)              | Eike Immel (Borussia Dortmund) Heinz-Josef Koitka (Hamburger SV)                                                 | Helmut Roleder (VfB Stuttgart) Thomas Zander (TSV 1860 München) Rudi Kargus (1. FC Nürnberg) |
| Außenverteidiger     | -                                         | Manfred Kaltz (Hamburger SV)                                                                                     | Udo Horsmann (FC Bayern München) Bernard Dietz (MSV Duisburg) Jürgen Groh (Hamburger SV) Frank Saborowski (MSV Duisburg) Bernd Förster (VfB Stuttgart) Hans Weiner (FC Bayern München) Bernd Martin (VfB Stuttgart) Willi Neuberger (Eintracht Frankfurt) |
| Libero               | -                                         | Kurt Niedermayer (FC Bayern München) Wilfried Hannes (Borussia Mönchengladbach) Holger Hieronymus (Hamburger SV) | Dieter Bast (VfL Bochum) Karl-Heinz Struth (Karlsruher SC) Herbert Büssers (MSV Duisburg) Hans-Günter Neues (1. FC Kaiserslautern) |
| Vorstopper           | Hans-Peter Briegel (1. FC Kaiserslautern) | Karlheinz Förster (VfB Stuttgart) Ditmar Jakobs (Hamburger SV) Klaus Augenthaler (FC Bayern München)             | Charly Körbel (Eintracht Frankfurt) Meinolf Koch (Borussia Dortmund) Rolf Rüssmann (FC Schalke 04) Gerd Strack (1. FC Köln) Norbert Eder (1. FC Nürnberg) |
| Mittelfeldspieler    | Paul Breitner (FC Bayern München)         | Hans-Peter Müller (VfB Stuttgart) Felix Magath (Hamburger SV) Hans-Peter Briegel (1. FC Kaiserslautern)          | Mirko Votava (Borussia Dortmund) Wolfgang Dremmler (FC Bayern München) Friedhelm Funkel (1. FC Kaiserslautern) Bernd Hölzenbein (Eintracht Frankfurt) Rolf Blau (VfL Bochum) Hermann Ohlicher (VfB Stuttgart) Ronald Borchers (Eintracht Frankfurt) Bernd Dürnberger (FC Bayern München) Hans Bongartz (1. FC Kaiserslautern) Thomas Hörster (Bayer 04 Leverkusen) Werner Melzer (1. FC Kaiserslautern) Caspar Memering (Hamburger SV) Ulrich Bittcher (FC Schalke 04) |
| Rechtsaußen          | -                                         | - | Reiner Geye (1. FC Kaiserslautern) Kurt Pinkall (VfL Bochum) |
| Linksaußen           | -                                         | - | Werner Dreßel (Hamburger SV) Rudi Völler (TSV 1860 München) |
| Innenstürmer         | Karl-Heinz Rummenigge (FC Bayern München) | Horst Hrubesch (Hamburger SV) Manfred Burgsmüller (Borussia Dortmund)                                            | Klaus Allofs (Fortuna Düsseldorf) Georg Volkert (1. FC Nürnberg) Dieter Müller (1. FC Köln) Karl Allgöwer (VfB Stuttgart) |
| Ausländische Spieler | Bruno Pezzey (Eintracht Frankfurt)        | Ronnie Hellström (1. FC Kaiserslautern) Kurt Jara (FC Schalke 04)                                                | Cha Bum-kun (Eintracht Frankfurt) René Botteron (1. FC Köln) Roland Hattenberger (VfB Stuttgart) |

### Sommer 1981
Veröffentlicht in den kicker-Ausgaben vom 29. Juni 1981 (52/1981) und vom 6. Juli 1981 (54/1981). Die Rangliste bewertet das erste Halbjahr 1981.
| Position             | Weltklasse                                | Internationale Klasse                                                                               | Im weiteren Kreis |
| -------------------- | ----------------------------------------- | --------------------------------------------------------------------------------------------------- | --- |
| Torhüter             | Toni Schumacher (1. FC Köln)              | Eike Immel (Borussia Dortmund) Manfred Müller (FC Bayern München)                                   | Jürgen Pahl (Eintracht Frankfurt) Heinz-Josef Koitka (Hamburger SV) Gerhard Heinze (MSV Duisburg) Norbert Nigbur (FC Schalke 04) Walter Junghans (FC Bayern München) Rudi Kargus (1. FC Nürnberg) |
| Außenverteidiger     | -                                         | Hans-Peter Briegel (1. FC Kaiserslautern) Manfred Kaltz (Hamburger SV) Bernard Dietz (MSV Duisburg) | Wolfgang Dremmler (FC Bayern München) Willi Neuberger (Eintracht Frankfurt) Stephan Groß (Karlsruher SC) Udo Horsmann (FC Bayern München) Bernd Förster (VfB Stuttgart) |
| Libero               | -                                         | Wilfried Hannes (Borussia Mönchengladbach)                                                          | Hans Weiner (FC Bayern München) Dieter Bast (VfL Bochum) Alexander Szatmári (VfB Stuttgart) Hans-Günter Neues (1. FC Kaiserslautern) Herbert Büssers (MSV Duisburg) Franz Beckenbauer (Hamburger SV) Reinhold Fanz (Karlsruher SC) |
| Vorstopper           | -                                         | Karlheinz Förster (VfB Stuttgart)                                                                   | Klaus Augenthaler (FC Bayern München) Charly Körbel (Eintracht Frankfurt) Paul Steiner (MSV Duisburg) Gerd Strack (1. FC Köln) |
| Mittelfeldspieler    | Paul Breitner (FC Bayern München)         | Felix Magath (Hamburger SV) Hans-Peter Müller (VfB Stuttgart)                                       | Norbert Eilenfeldt (Arminia Bielefeld) Wolfgang Kraus (FC Bayern München) Bernd Nickel (Eintracht Frankfurt) Karl-Heinz Geils (Arminia Bielefeld) Ulrich Bittcher (FC Schalke 04) Friedhelm Funkel (1. FC Kaiserslautern) Lothar Matthäus (Borussia Mönchengladbach) Ronald Borchers (Eintracht Frankfurt) Bernd Dürnberger (FC Bayern München) Franz-Josef Tenhagen (VfL Bochum) Hermann Ohlicher (VfB Stuttgart) Kurt Niedermayer (FC Bayern München) |
| Rechtsaußen          | -                                         | Karl-Heinz Rummenigge (FC Bayern München)                                                           | Kurt Pinkall (VfL Bochum) Reiner Geye (1. FC Kaiserslautern) Pierre Littbarski (1. FC Köln) |
| Linksaußen           | -                                         | -                                                                                                   | Karl Allgöwer (VfB Stuttgart) |
| Innenstürmer         | Karl-Heinz Rummenigge (FC Bayern München) | Manfred Burgsmüller (Borussia Dortmund)                                                             | Horst Hrubesch (Hamburger SV) Klaus Fischer (FC Schalke 04) Gerd-Volker Schock (Arminia Bielefeld) Klaus Allofs (Fortuna Düsseldorf) Dieter Müller (1. FC Köln) |
| Ausländische Spieler | Bruno Pezzey (Eintracht Frankfurt)        | Ronnie Hellström (1. FC Kaiserslautern)                                                             | Kurt Jara (FC Schalke 04) Reinhold Hintermaier (1. FC Nürnberg) Viorel Năstase (TSV 1860 München) İlyas Tüfekçi (VfB Stuttgart) Cha Bum-kun (Eintracht Frankfurt) |

### Winter 1981/82
Veröffentlicht in den kicker-Ausgaben vom 28. Dezember 1981 (104/1981) und vom 4. Januar 1982 (1+2/1982). Die Rangliste bewertet das zweite Halbjahr 1981.
| Position             | Weltklasse                                | Internationale Klasse | Im weiteren Kreis |
| -------------------- | ----------------------------------------- | --- | --- |
| Torhüter             | Toni Schumacher (1. FC Köln)              | Bernd Franke (Eintracht Braunschweig) Eike Immel (Borussia Dortmund) Uli Stein (Hamburger SV)                                                  | Dieter Burdenski (Werder Bremen) Jürgen Pahl (Eintracht Frankfurt) Wolfgang Kleff (Borussia Mönchengladbach) Rudi Kargus (1. FC Nürnberg) |
| Verteidiger          | Manfred Kaltz (Hamburger SV)              | Hans-Peter Briegel (1. FC Kaiserslautern) Wolfgang Dremmler (FC Bayern München)                                                                | Bernd Förster (VfB Stuttgart) Holger Willmer (1. FC Köln) Bernard Dietz (MSV Duisburg) Karl-Heinz Geils (Arminia Bielefeld) Willi Neuberger (Eintracht Frankfurt) Bernd Wehmeyer (Hamburger SV) |
| Libero               | -                                         | Wilfried Hannes (Borussia Mönchengladbach) | Franz Beckenbauer (Hamburger SV) Gerd Strack (1. FC Köln) Dieter Bast (VfL Bochum) Klaus Fichtel (Werder Bremen) |
| Vorstopper           | -                                         | Karlheinz Förster (VfB Stuttgart) Hans-Peter Briegel (1. FC Kaiserslautern)                                                                    | Charly Körbel (Eintracht Frankfurt) Paul Steiner (1. FC Köln) Rolf Rüssmann (Borussia Dortmund) Ditmar Jakobs (Hamburger SV) Rigobert Gruber (Werder Bremen) |
| Mittelfeldspieler    | -                                         | Paul Breitner (FC Bayern München) Felix Magath (Hamburger SV) Wolfgang Dremmler (FC Bayern München) Lothar Matthäus (Borussia Mönchengladbach) | Uwe Bracht (Werder Bremen) Manfred Burgsmüller (Borussia Dortmund) Rainer Bonhof (1. FC Köln) Ralf Falkenmayer (Eintracht Frankfurt) Jürgen Milewski (Hamburger SV) Hans Bongartz (1. FC Kaiserslautern) Wolfgang Grobe (Eintracht Braunschweig) Holger Hieronymus (Hamburger SV) Karl-Heinz Geils (Arminia Bielefeld) Norbert Nachtweih (Eintracht Frankfurt) Bernd Dürnberger (FC Bayern München) Wolfgang Kraus (FC Bayern München) Gerhard Bold (Karlsruher SC) Manfred Tripbacher (Eintracht Braunschweig) Bernhard Cullmann (1. FC Köln) Mirko Votava (Borussia Dortmund) Bernd Nickel (Eintracht Frankfurt) Rolf Blau (VfL Bochum) |
| Rechtsaußen          | Karl-Heinz Rummenigge (FC Bayern München) | Pierre Littbarski (1. FC Köln) | Ronald Borchers (Eintracht Frankfurt) Uwe Reinders (Werder Bremen) |
| Linksaußen           | -                                         | - | Norbert Meier (Werder Bremen) |
| Innenstürmer         | Karl-Heinz Rummenigge (FC Bayern München) | Klaus Fischer (1. FC Köln) Horst Hrubesch (Hamburger SV)                                                                                       | Frank Mill (Borussia Mönchengladbach) Dieter Hoeneß (FC Bayern München) Thomas Allofs (Fortuna Düsseldorf) |
| Ausländische Spieler | Bruno Pezzey (Eintracht Frankfurt)        | Lars Bastrup (Hamburger SV) Reinhold Hintermaier (1. FC Nürnberg)                                                                              | Hans Borg (Eintracht Braunschweig) Didier Six (VfB Stuttgart) Tony Woodcock (1. FC Köln) Cha Bum-kun (Eintracht Frankfurt) |

### Sommer 1982
Veröffentlicht in den kicker-Ausgaben vom 19. Juli 1982 (58/1982) und vom 26. Juli 1982 (60/1982). Die Rangliste bewertet das erste Halbjahr 1982.
| Position             | Weltklasse                        | Internationale Klasse | Im weiteren Kreis |
| -------------------- | --------------------------------- | --- | --- |
| Torhüter             | -                                 | Toni Schumacher (1. FC Köln) Eike Immel (Borussia Dortmund) Bernd Franke (Eintracht Braunschweig) | Rudolf Wimmer (Karlsruher SC) Rudi Kargus (1. FC Nürnberg) Helmut Roleder (VfB Stuttgart) Uli Stein (Hamburger SV) |
| Verteidiger          | -                                 | Hans-Peter Briegel (1. FC Kaiserslautern) Bernd Förster (VfB Stuttgart) Manfred Kaltz (Hamburger SV)                                                                                                 | Udo Horsmann (FC Bayern München) Holger Willmer (1. FC Köln) Jonny Otten (Werder Bremen) Bernd Wehmeyer (Hamburger SV) Lothar Huber (Borussia Dortmund) Wolfgang Wolf (1. FC Kaiserslautern) |
| Libero               | -                                 | Uli Stielike (Real Madrid) Wilfried Hannes (Borussia Mönchengladbach) Holger Hieronymus (Hamburger SV)                                                                                               | Gerd Strack (1. FC Köln) Bernd Förster (VfB Stuttgart) Bernard Dietz (MSV Duisburg) Dieter Bast (VfL Bochum) |
| Vorstopper           | Karlheinz Förster (VfB Stuttgart) | - | Rolf Rüssmann (Borussia Dortmund) Ditmar Jakobs (Hamburger SV) Paul Steiner (1. FC Köln) Charly Körbel (Eintracht Frankfurt) |
| Mittelfeldspieler    |                                   | Paul Breitner (FC Bayern München) Hans-Peter Briegel (1. FC Kaiserslautern) Wolfgang Dremmler (FC Bayern München) Manfred Burgsmüller (Borussia Dortmund) Lothar Matthäus (Borussia Mönchengladbach) | Felix Magath (Hamburger SV) Stephan Engels (1. FC Köln) Jimmy Hartwig (Hamburger SV) Wolfgang Kraus (FC Bayern München) Ralf Falkenmayer (Eintracht Frankfurt) Jürgen Groh (Hamburger SV) Thomas von Heesen (Hamburger SV) Norbert Nachtweih (Eintracht Frankfurt) Wolfgang Grobe (Eintracht Braunschweig) Karl-Heinz Geils (Arminia Bielefeld) Werner Melzer (1. FC Kaiserslautern) Benno Möhlmann (Werder Bremen) Hans Bongartz (1. FC Kaiserslautern) Stephan Groß (Karlsruher SC) Manfred Tripbacher (Eintracht Braunschweig) |
| Rechtsaußen          | Pierre Littbarski (1. FC Köln)    | Karl-Heinz Rummenigge (FC Bayern München) | Uwe Reinders (Werder Bremen) |
| Linksaußen           | -                                 | Pierre Littbarski (1. FC Köln) | Ewald Lienen (Arminia Bielefeld) |
| Innenstürmer         | -                                 | Horst Hrubesch (Hamburger SV) Klaus Fischer (1. FC Köln) | Thomas Allofs (Fortuna Düsseldorf) Dieter Hoeneß (FC Bayern München) Ronald Worm (Eintracht Braunschweig) Friedhelm Funkel (1. FC Kaiserslautern) Peter Cestonaro (SV Darmstadt 98) |
| Ausländische Spieler | -                                 | - | Didier Six (VfB Stuttgart) Reinhold Hintermaier (1. FC Nürnberg) Tony Woodcock (1. FC Köln) Bruno Pezzey (Eintracht Frankfurt) Arne Larsen Økland (Bayer 04 Leverkusen) Cha Bum-kun (Eintracht Frankfurt) Lars Bastrup (Hamburger SV) |

### Winter 1982/83
Veröffentlicht in den kicker-Ausgaben vom 27. Dezember 1982 (104/1982) und vom 3. Januar 1983 (1+2/1983). Die Rangliste bewertet das zweite Halbjahr 1982.
| Position             | Weltklasse                                | Internationale Klasse | Im weiteren Kreis |
| -------------------- | ----------------------------------------- | --- | --- |
| Torhüter             | Toni Schumacher (1. FC Köln)              | Eike Immel (Borussia Dortmund) Bernd Franke (Eintracht Braunschweig) Dieter Burdenski (Werder Bremen)                                 | Uli Stein (Hamburger SV) Rudolf Wimmer (Karlsruher SC) Helmut Roleder (VfB Stuttgart) Armin Reichel (1. FC Kaiserslautern) Rudi Kargus (1. FC Nürnberg)                                                                                                 |
| Verteidiger          | -                                         | Bernd Förster (VfB Stuttgart) Bernd Wehmeyer (Hamburger SV)                                                                           | Dieter Prestin (1. FC Köln) Manfred Kaltz (Hamburger SV) Lothar Huber (Borussia Dortmund) Wolfgang Dremmler (FC Bayern München) Udo Horsmann (FC Bayern München)                                                                                        |
| Libero               | -                                         | Gerd Strack (1. FC Köln) Dieter Bast (VfL Bochum)                                                                                     | Klaus Augenthaler (FC Bayern München) Bernard Dietz (MSV Duisburg) Holger Hieronymus (Hamburger SV) |
| Vorstopper           | -                                         | Karlheinz Förster (VfB Stuttgart) | Ditmar Jakobs (Hamburger SV) Paul Steiner (1. FC Köln) Michael Dusek (1. FC Kaiserslautern) |
| Mittelfeld defensiv  | -                                         | Hans-Peter Briegel (1. FC Kaiserslautern) Lothar Matthäus (Borussia Mönchengladbach)                                                  | Jürgen Groh (Hamburger SV) Wolfgang Rolff (Hamburger SV) Wolfgang Kraus (FC Bayern München) Wolfgang Dremmler (FC Bayern München) Reiner Geye (1. FC Kaiserslautern) Manfred Drexler (FC Schalke 04) Jimmy Hartwig (Hamburger SV)                       |
| Mittelfeld offensiv  | Paul Breitner (FC Bayern München)         | Felix Magath (Hamburger SV) Manfred Burgsmüller (Borussia Dortmund)                                                                   | Karl Allgöwer (VfB Stuttgart) Stephan Engels (1. FC Köln) Benno Möhlmann (Werder Bremen) Norbert Meier (Werder Bremen) Bernd Nickel (Eintracht Frankfurt) Ulrich Bittcher (FC Schalke 04) Frank Pagelsdorf (Arminia Bielefeld) Jürgen Mohr (Hertha BSC) |
| Außenstürmer         | Karl-Heinz Rummenigge (FC Bayern München) | Pierre Littbarski (1. FC Köln) Thomas Allofs (1. FC Kaiserslautern)                                                                   | Klaus Allofs (1. FC Köln) Ewald Lienen (Arminia Bielefeld) |
| Innenstürmer         | Karl-Heinz Rummenigge (FC Bayern München) | Rudi Völler (Werder Bremen) Jürgen Milewski (Hamburger SV)                                                                            | Horst Hrubesch (Hamburger SV) Klaus Fischer (1. FC Köln) Dieter Hoeneß (FC Bayern München) Werner Heck (1. FC Nürnberg) |
| Ausländische Spieler | -                                         | Jean-Marie Pfaff (FC Bayern München) Cha Bum-kun (Eintracht Frankfurt) Marcel Răducanu (Borussia Dortmund) Didier Six (VfB Stuttgart) | Ilija Zavišić (Eintracht Braunschweig) Lars Bastrup (Hamburger SV) Yasuhiko Okudera (Werder Bremen) Edhem Šljivo (1. FC Köln) Pasi Rautiainen (Arminia Bielefeld)                                                                                       |

### Sommer 1983
Veröffentlicht in den kicker-Ausgaben vom 20. Juni 1983 (50/1983) und vom 27. Juni 1983 (52/1983). Die Rangliste bewertet das erste Halbjahr 1983.
| Position             | Weltklasse                           | Internationale Klasse | Im weiteren Kreis |
| -------------------- | ------------------------------------ | --- | --- |
| Torhüter             | Toni Schumacher (1. FC Köln)         | Uli Stein (Hamburger SV) Dieter Burdenski (Werder Bremen) Bernd Franke (Eintracht Braunschweig) Rudi Kargus (1. FC Nürnberg) | Eike Immel (Borussia Dortmund) |
| Verteidiger          | -                                    | Manfred Kaltz (Hamburger SV) Hans-Peter Briegel (1. FC Kaiserslautern) Bernd Wehmeyer (Hamburger SV)                         | Jonny Otten (Werder Bremen) Bernd Förster (VfB Stuttgart) Helmut Winklhofer (Bayer 04 Leverkusen) Ralf Falkenmayer (Eintracht Frankfurt) Wolfgang Dremmler (FC Bayern München) Karl-Heinz Geils (Arminia Bielefeld) Dieter Prestin (1. FC Köln) Udo Horsmann (FC Bayern München) Herbert Zimmermann (1. FC Köln) Lothar Huber (Borussia Dortmund) |
| Libero               | -                                    | Gerd Strack (1. FC Köln) Dieter Bast (VfL Bochum)                                                                            | Gerd Zewe (Fortuna Düsseldorf) Holger Hieronymus (Hamburger SV) Klaus Augenthaler (FC Bayern München) Wilfried Hannes (Borussia Mönchengladbach) Michael Dusek (1. FC Kaiserslautern) Klaus Fichtel (Werder Bremen) Bernard Dietz (MSV Duisburg)                                                                                                  |
| Vorstopper           | Karlheinz Förster (VfB Stuttgart)    | Ditmar Jakobs (Hamburger SV) Hans-Peter Briegel (1. FC Kaiserslautern) Paul Steiner (1. FC Köln)                             | Alois Reinhardt (1. FC Nürnberg) Charly Körbel (Eintracht Frankfurt) |
| Mittelfeld defensiv  | -                                    | Wolfgang Rolff (Hamburger SV) Lothar Matthäus (Borussia Mönchengladbach) Jürgen Groh (Hamburger SV)                          | Rigobert Gruber (Werder Bremen) Wolfgang Kraus (FC Bayern München) |
| Mittelfeld offensiv  | Felix Magath (Hamburger SV)          | Karl Allgöwer (VfB Stuttgart) Benno Möhlmann (Werder Bremen) Jimmy Hartwig (Hamburger SV) Norbert Meier (Werder Bremen)      | Stephan Engels (1. FC Köln) Ulrich Bittcher (FC Schalke 04) Wolfgang Patzke (VfL Bochum) Bernd Nickel (Eintracht Frankfurt) Wolfgang Sidka (Werder Bremen) |
| Außenstürmer         | -                                    | Karl-Heinz Rummenigge (FC Bayern München)                                                                                    | Pierre Littbarski (1. FC Köln) Herbert Waas (Bayer 04 Leverkusen) Uwe Reinders (Werder Bremen) Karl Del’Haye (FC Bayern München) Wolfram Wuttke (FC Schalke 04) |
| Innenstürmer         | -                                    | Rudi Völler (Werder Bremen) Karl-Heinz Rummenigge (FC Bayern München)                                                        | Horst Hrubesch (Hamburger SV) Peter Reichert (VfB Stuttgart) Jürgen Milewski (Hamburger SV) Klaus Fischer (1. FC Köln) |
| Ausländische Spieler | Jean-Marie Pfaff (FC Bayern München) | - | Cha Bum-kun (Eintracht Frankfurt) Ásgeir Sigurvinsson (VfB Stuttgart) Atli Eðvaldsson (Fortuna Düsseldorf) Bruno Pezzey (Eintracht Frankfurt) Didier Six (VfB Stuttgart) Yasuhiko Okudera (Werder Bremen) Marcel Răducanu (Borussia Dortmund) |

### Winter 1983/84
Veröffentlicht in den kicker-Ausgaben vom 27. Dezember 1983 (104/1983) und vom 2. Januar 1984 (1+2/1984). Die Rangliste bewertet das zweite Halbjahr 1983.
| Position             | Weltklasse                           | Internationale Klasse                                                                                              | Im weiteren Kreis |
| -------------------- | ------------------------------------ | --- | --- |
| Torhüter             | Toni Schumacher (1. FC Köln)         | Dieter Burdenski (Werder Bremen) Uli Stein (Hamburger SV)                                                          | Rudi Kargus (1. FC Nürnberg) Werner Vollack (Bayer Uerdingen) Bernd Franke (Eintracht Braunschweig) Helmut Roleder (VfB Stuttgart) Wolfgang Kneib (Arminia Bielefeld)                                                                                               |
| Verteidiger          | -                                    | - | Manfred Bockenfeld (Fortuna Düsseldorf) Manfred Kaltz (Hamburger SV) Andreas Brehme (1. FC Kaiserslautern) Bernd Dürnberger (FC Bayern München) Günther Schäfer (VfB Stuttgart) Michael Frontzeck (Borussia Mönchengladbach) Ralf Falkenmayer (Eintracht Frankfurt) |
| Libero               | -                                    | Matthias Herget (Bayer Uerdingen) Gerd Zewe (Fortuna Düsseldorf) Gerd Strack (1. FC Köln) Dieter Bast (VfL Bochum) | Hans-Günter Bruns (Borussia Mönchengladbach) Klaus Augenthaler (FC Bayern München) |
| Vorstopper           | -                                    | Ditmar Jakobs (Hamburger SV) Karlheinz Förster (VfB Stuttgart)                                                     | Paul Steiner (1. FC Köln) Hans-Peter Briegel (1. FC Kaiserslautern) Wolfgang Grobe (FC Bayern München) |
| Mittelfeld defensiv  | -                                    | - | Jürgen Groh (Hamburger SV) Benno Möhlmann (Werder Bremen) |
| Mittelfeld offensiv  | -                                    | Norbert Meier (Werder Bremen) Felix Magath (Hamburger SV) Lothar Matthäus (Borussia Mönchengladbach)               | Rudi Bommer (Fortuna Düsseldorf) Karl Allgöwer (VfB Stuttgart) Wolfgang Rolff (Hamburger SV) |
| Außenstürmer         | -                                    | - | Klaus Allofs (1. FC Köln) Walter Kelsch (VfB Stuttgart) Christian Schreier (VfL Bochum) Ewald Lienen (Borussia Mönchengladbach) Pierre Littbarski (1. FC Köln) |
| Innenstürmer         | -                                    | Rudi Völler (Werder Bremen) Karl-Heinz Rummenigge (FC Bayern München)                                              | Herbert Waas (Bayer 04 Leverkusen) Dieter Schatzschneider (Hamburger SV) |
| Ausländische Spieler | Jean-Marie Pfaff (FC Bayern München) | Ásgeir Sigurvinsson (VfB Stuttgart)                                                                                | Cha Bum-kun (Bayer 04 Leverkusen) Bruno Pezzey (Werder Bremen) Søren Lerby (FC Bayern München) |

### Sommer 1984
Veröffentlicht in den kicker-Ausgaben vom 2. Juli 1984 (54/1984) und vom 9. Juli 1984 (56/1984). Die Rangliste bewertet das erste Halbjahr 1984.
| Position             | Weltklasse                          | Internationale Klasse | Im weiteren Kreis |
| -------------------- | ----------------------------------- | --- | --- |
| Torhüter             | Toni Schumacher (1. FC Köln)        | Uli Stein (Hamburger SV) Helmut Roleder (VfB Stuttgart) Dieter Burdenski (Werder Bremen)                                           | Eike Immel (Borussia Dortmund) Wolfgang Kneib (Arminia Bielefeld) Ralf Zumdick (VfL Bochum) Werner Vollack (Bayer Uerdingen) |
| Verteidiger          | -                                   | Hans-Peter Briegel (1. FC Kaiserslautern) Andreas Brehme (1. FC Kaiserslautern)                                                    | Bernd Förster (VfB Stuttgart) Manfred Kaltz (Hamburger SV) Michael Frontzeck (Borussia Mönchengladbach) Günther Schäfer (VfB Stuttgart) Jonny Otten (Werder Bremen) |
| Libero               | -                                   | Uli Stielike (Real Madrid) Hans-Günter Bruns (Borussia Mönchengladbach) Matthias Herget (Bayer Uerdingen) Dieter Bast (VfL Bochum) | Klaus Augenthaler (FC Bayern München) |
| Vorstopper           | -                                   | Karlheinz Förster (VfB Stuttgart) Ditmar Jakobs (Hamburger SV)                                                                     | Paul Steiner (1. FC Köln) |
| Mittelfeld defensiv  | -                                   | - | Guido Buchwald (VfB Stuttgart) Wolfgang Rolff (Hamburger SV) Lothar Matthäus (Borussia Mönchengladbach) Jürgen Groh (Hamburger SV) Benno Möhlmann (Werder Bremen) |
| Mittelfeld offensiv  | -                                   | Felix Magath (Hamburger SV) Norbert Meier (Werder Bremen)                                                                          | Ralf Falkenmayer (Eintracht Frankfurt) Rudi Bommer (Fortuna Düsseldorf) Hermann Ohlicher (VfB Stuttgart) Norbert Nachtweih (FC Bayern München) Karl Allgöwer (VfB Stuttgart) Peter Lux (Eintracht Braunschweig) Uwe Rahn (Borussia Mönchengladbach) Reiner Geye (1. FC Kaiserslautern) |
| Außenstürmer         | -                                   | Klaus Allofs (1. FC Köln) | Christian Schreier (VfL Bochum) |
| Innenstürmer         | -                                   | Rudi Völler (Werder Bremen) Karl-Heinz Rummenigge (FC Bayern München)                                                              | Frank Mill (Borussia Mönchengladbach) |
| Ausländische Spieler | Ásgeir Sigurvinsson (VfB Stuttgart) | Jean-Marie Pfaff (FC Bayern München)                                                                                               | Søren Lerby (FC Bayern München) Bruno Pezzey (Werder Bremen) Cha Bum-kun (Bayer 04 Leverkusen) Ronnie Hellström (1. FC Kaiserslautern) |

### Winter 1984/85
Veröffentlicht in den kicker-Ausgaben vom 24. Dezember 1984 (104/1984) und vom 31. Dezember 1984 (1+2/1985). Die Rangliste bewertet das zweite Halbjahr 1984.
| Position             | Weltklasse                   | Internationale Klasse                                                                                            | Im weiteren Kreis |
| -------------------- | ---------------------------- | --- | --- |
| Torhüter             | Toni Schumacher (1. FC Köln) | Uli Stein (Hamburger SV)                                                                                         | Gerry Ehrmann (1. FC Kaiserslautern) Ulrich Sude (Borussia Mönchengladbach) Dieter Burdenski (Werder Bremen) Raimond Aumann (FC Bayern München)                                                                   |
| Verteidiger          | -                            | - | Karl-Heinz Wöhrlin (Bayer Uerdingen) Manfred Kaltz (Hamburger SV) |
| Libero               | -                            | Matthias Herget (Bayer Uerdingen)                                                                                | Hans-Günter Bruns (Borussia Mönchengladbach) Bernard Dietz (FC Schalke 04) Ditmar Jakobs (Hamburger SV) Thomas Berthold (Eintracht Frankfurt) Gerhard Bold (1. FC Kaiserslautern)                                 |
| Vorstopper           | -                            | Karlheinz Förster (VfB Stuttgart)                                                                                | Wilfried Hannes (Borussia Mönchengladbach) Norbert Eder (FC Bayern München) Paul Steiner (1. FC Köln) |
| Mittelfeld defensiv  | -                            | Andreas Brehme (1. FC Kaiserslautern) Ralf Falkenmayer (Eintracht Frankfurt) Lothar Matthäus (FC Bayern München) | Jürgen Röber (Bayer 04 Leverkusen) Wolfgang Sidka (Werder Bremen) Wolfgang Rolff (Hamburger SV) |
| Mittelfeld offensiv  | -                            | Uwe Rahn (Borussia Mönchengladbach)                                                                              | Friedhelm Funkel (Bayer Uerdingen) Benno Möhlmann (Werder Bremen) Thomas Allofs (1. FC Köln) Norbert Meier (Werder Bremen) Rudi Bommer (Fortuna Düsseldorf) Felix Magath (Hamburger SV) Olaf Thon (FC Schalke 04) |
| Außenstürmer         | -                            | - | Klaus Täuber (FC Schalke 04) Pierre Littbarski (1. FC Köln) |
| Innenstürmer         | -                            | Klaus Allofs (1. FC Köln) Rudi Völler (Werder Bremen)                                                            | Klaus Fischer (VfL Bochum) Frank Mill (Borussia Mönchengladbach) Thomas von Heesen (Hamburger SV) |
| Ausländische Spieler | -                            | Søren Lerby (FC Bayern München) Bruno Pezzey (Werder Bremen)                                                     | Jean-Marie Pfaff (FC Bayern München) |

### Sommer 1985
Veröffentlicht in den kicker-Ausgaben vom 24. Juni 1985 (52/1985) und vom 1. Juli 1985 (54/1985). Die Rangliste bewertet das erste Halbjahr 1985.
| Position             | Weltklasse                                            | Internationale Klasse                                                       | Im weiteren Kreis |
| -------------------- | ----------------------------------------------------- | --------------------------------------------------------------------------- | --- |
| Torhüter             | -                                                     | Toni Schumacher (1. FC Köln) Uli Stein (Hamburger SV)                       | Dieter Burdenski (Werder Bremen) Ralf Zumdick (VfL Bochum) Eike Immel (Borussia Dortmund) Raimond Aumann (FC Bayern München)                                                              |
| Verteidiger          | -                                                     | Andreas Brehme (1. FC Kaiserslautern) Thomas Berthold (Eintracht Frankfurt) | Michael Frontzeck (Borussia Mönchengladbach) Holger Willmer (FC Bayern München) Karl-Heinz Wöhrlin (Bayer Uerdingen)                                                                      |
| Libero               | -                                                     | Matthias Herget (Bayer Uerdingen) Klaus Augenthaler (FC Bayern München)     | Hans-Günter Bruns (Borussia Mönchengladbach) Bernard Dietz (FC Schalke 04) Günter Sebert (SV Waldhof Mannheim) Paul Steiner (1. FC Köln) Horst Wohlers (Arminia Bielefeld)                |
| Vorstopper           | -                                                     | Karlheinz Förster (VfB Stuttgart)                                           | Ditmar Jakobs (Hamburger SV) Rolf Rüssmann (Borussia Dortmund) Norbert Eder (FC Bayern München)                                                                                           |
| Mittelfeld defensiv  | -                                                     | Lothar Matthäus (FC Bayern München) Andreas Brehme (1. FC Kaiserslautern)   | Friedhelm Funkel (Bayer Uerdingen) Wolfgang Rolff (Hamburger SV) Uli Borowka (Borussia Mönchengladbach)                                                                                   |
| Mittelfeld offensiv  | -                                                     | Uwe Rahn (Borussia Mönchengladbach)                                         | Benno Möhlmann (Werder Bremen) Karl Allgöwer (VfB Stuttgart) Thomas von Heesen (Hamburger SV) Felix Magath (Hamburger SV)                                                                 |
| Außenstürmer         | Pierre Littbarski (1. FC Köln)                        | -                                                                           | Ludwig Kögl (FC Bayern München) Klaus Täuber (FC Schalke 04) |
| Innenstürmer         | Rudi Völler (Werder Bremen) Klaus Allofs (1. FC Köln) | -                                                                           | Frank Mill (Borussia Mönchengladbach) Siegfried Reich (Arminia Bielefeld) Olaf Thon (FC Schalke 04) Klaus Fischer (VfL Bochum)                                                            |
| Ausländische Spieler | -                                                     | Søren Lerby (FC Bayern München) Bruno Pezzey (Werder Bremen)                | Gérard Plessers (Hamburger SV) Jean-Marie Pfaff (FC Bayern München) Marcel Răducanu (Borussia Dortmund) Pasi Rautiainen (Arminia Bielefeld) Kai Erik Herlovsen (Borussia Mönchengladbach) |

### Winter 1985/86
Veröffentlicht in den kicker-Ausgaben vom 30. Dezember 1985 (1+2/1986) und vom 6./7. Januar 1986 (4/1986). Die Rangliste bewertet das zweite Halbjahr 1985.
| Position             | Weltklasse | Internationale Klasse | Im weiteren Kreis |
| -------------------- | ---------- | --- | --- |
| Torhüter             | -          | Toni Schumacher (1. FC Köln) Uli Stein (Hamburger SV)                                                                               | Eike Immel (Borussia Dortmund) Dieter Burdenski (Werder Bremen) Gerry Ehrmann (1. FC Kaiserslautern) |
| Verteidiger          | -          | Norbert Eder (FC Bayern München) Karlheinz Förster (VfB Stuttgart)                                                                  | Wilfried Hannes (Borussia Mönchengladbach) Michael Kutzop (Werder Bremen) |
| Libero               | -          | - | Klaus Augenthaler (FC Bayern München) Matthias Herget (Bayer Uerdingen) Thomas Hörster (Bayer 04 Leverkusen) Hans-Günter Bruns (Borussia Mönchengladbach) Klaus Theiss (Eintracht Frankfurt) Ditmar Jakobs (Hamburger SV) Günter Sebert (SV Waldhof Mannheim) |
| Mittelfeld defensiv  | -          | Andreas Brehme (1. FC Kaiserslautern)                                                                                               | Manfred Kaltz (Hamburger SV) Wolfgang Funkel (Bayer Uerdingen) Helmut Winklhofer (FC Bayern München) Guido Buchwald (VfB Stuttgart) Wolfgang Rolff (Hamburger SV) Stefan Reuter (1. FC Nürnberg)                                                              |
| Mittelfeld offensiv  | -          | - | Norbert Meier (Werder Bremen) Olaf Thon (FC Schalke 04) Karl Allgöwer (VfB Stuttgart) Hans Dorfner (1. FC Nürnberg) Benno Möhlmann (Werder Bremen) Frank Hartmann (FC Schalke 04) Uwe Rahn (Borussia Mönchengladbach)                                         |
| Stürmer              | -          | Rudi Völler (Werder Bremen) | Pierre Littbarski (1. FC Köln) Stefan Kuntz (VfL Bochum) Thomas Remark (SV Waldhof Mannheim) Frank Mill (Borussia Mönchengladbach) Thomas Allofs (1. FC Kaiserslautern) Heinz Gründel (Hamburger SV) Frank Neubarth (Werder Bremen)                           |
| Ausländische Spieler | -          | Bruno Pezzey (Werder Bremen) Cha Bum-kun (Bayer 04 Leverkusen) Søren Lerby (FC Bayern München) Jean-Marie Pfaff (FC Bayern München) | Gérard Plessers (Hamburger SV) Ásgeir Sigurvinsson (VfB Stuttgart) Hans Holmqvist (Fortuna Düsseldorf) Kai Erik Herlovsen (Borussia Mönchengladbach) |

### Sommer 1986
Veröffentlicht in den kicker-Ausgaben vom 7. Juli 1986 (56/1986) und vom 14. Juli 1986 (58/1986). Die Rangliste bewertet das erste Halbjahr 1986.
| Position             | Weltklasse                                                           | Internationale Klasse | Im weiteren Kreis |
| -------------------- | -------------------------------------------------------------------- | --- | --- |
| Torhüter             | Toni Schumacher (1. FC Köln)                                         | Uli Stein (Hamburger SV) Werner Vollack (Bayer Uerdingen)                                                                                        | Eike Immel (Borussia Dortmund) Dieter Burdenski (Werder Bremen) Raimond Aumann (FC Bayern München) |
| Verteidiger          | Karlheinz Förster (VfB Stuttgart)                                    | Norbert Eder (FC Bayern München) | Ditmar Jakobs (Hamburger SV) Michael Kutzop (Werder Bremen) |
| Libero               | -                                                                    | Ditmar Jakobs (Hamburger SV) | Klaus Augenthaler (FC Bayern München) Matthias Herget (Bayer Uerdingen) Thomas Hörster (Bayer 04 Leverkusen) Stefan Reuter (1. FC Nürnberg) Holger Fach (Fortuna Düsseldorf) Hans-Günter Bruns (Borussia Mönchengladbach) |
| Mittelfeld defensiv  | -                                                                    | Hans-Peter Briegel (Hellas Verona) Thomas Berthold (Eintracht Frankfurt) Andreas Brehme (1. FC Kaiserslautern) Wolfgang Funkel (Bayer Uerdingen) | Wolfgang Rolff (Hamburger SV) Ralf Falkenmayer (Eintracht Frankfurt) Guido Buchwald (VfB Stuttgart) Mirko Votava (Werder Bremen) Norbert Nachtweih (FC Bayern München) |
| Mittelfeld offensiv  | Lothar Matthäus (FC Bayern München)                                  | Felix Magath (Hamburger SV) | Norbert Meier (Werder Bremen) Olaf Thon (FC Schalke 04) Uwe Rahn (Borussia Mönchengladbach) Karl Allgöwer (VfB Stuttgart) Christian Schreier (Bayer 04 Leverkusen) Gerd Zewe (Fortuna Düsseldorf) Rudi Bommer (Fortuna Düsseldorf) |
| Stürmer              | -                                                                    | Klaus Allofs (1. FC Köln) Rudi Völler (Werder Bremen) Pierre Littbarski (1. FC Köln)                                                             | Karl-Heinz Rummenigge (Inter Mailand) Manfred Burgsmüller (Werder Bremen) Roland Wohlfarth (FC Bayern München) Dieter Hoeneß (FC Bayern München) Jürgen Klinsmann (VfB Stuttgart) Michael Rummenigge (FC Bayern München) Frank Neubarth (Werder Bremen) Dieter Eckstein (1. FC Nürnberg) Heinz Gründel (Hamburger SV) Herbert Waas (Bayer 04 Leverkusen) Stefan Kuntz (VfL Bochum) |
| Ausländische Spieler | Søren Lerby (FC Bayern München) Jean-Marie Pfaff (FC Bayern München) | Bruno Pezzey (Werder Bremen) Ásgeir Sigurvinsson (VfB Stuttgart) Cha Bum-kun (Bayer 04 Leverkusen) Stefan Majewski (1. FC Kaiserslautern)        | Anders Giske (1. FC Nürnberg) Marcel Răducanu (Borussia Dortmund) |

### Winter 1986/87
Veröffentlicht in den kicker-Ausgaben vom 29. Dezember 1986 (1+2/1987) und vom 5. Januar 1987 (4/1987). Die Rangliste bewertet das zweite Halbjahr 1986.
| Position            | Weltklasse | Internationale Klasse | Im weiteren Kreis |
| ------------------- | ---------- | --- | --- |
| Torhüter            | -          | Uli Stein (Hamburger SV) Uwe Kamps (Borussia Mönchengladbach)                                                                                  | Toni Schumacher (1. FC Köln) Wolfgang de Beer (Borussia Dortmund) Gerry Ehrmann (1. FC Kaiserslautern) Uwe Zimmermann (SV Waldhof Mannheim) Eike Immel (VfB Stuttgart) Hans-Jürgen Gundelach (Eintracht Frankfurt) Dieter Burdenski (Werder Bremen) Andreas Köpke (1. FC Nürnberg) Werner Vollack (Bayer Uerdingen) Rüdiger Vollborn (Bayer 04 Leverkusen) Ralf Zumdick (VfL Bochum) |
| Verteidiger         | -          | - | Guido Buchwald (VfB Stuttgart) Hans Pflügler (FC Bayern München) Charly Körbel (Eintracht Frankfurt) Alois Reinhardt (Bayer 04 Leverkusen) Günther Schäfer (VfB Stuttgart) |
| Libero              | -          | Thomas Hörster (Bayer 04 Leverkusen) Klaus Augenthaler (FC Bayern München) Ditmar Jakobs (Hamburger SV)                                        | Stefan Reuter (1. FC Nürnberg) Matthias Herget (Bayer Uerdingen) Thomas Berthold (Eintracht Frankfurt) |
| Mittelfeld defensiv | -          | - | Norbert Nachtweih (FC Bayern München) Jürgen Kohler (SV Waldhof Mannheim) Mirko Votava (Werder Bremen) Manfred Kaltz (Hamburger SV) Wolfgang Rolff (Bayer 04 Leverkusen) Michael Frontzeck (Borussia Mönchengladbach) Florian Hinterberger (Bayer 04 Leverkusen) |
| Mittelfeld offensiv | -          | Uwe Rahn (Borussia Mönchengladbach) Wolfram Wuttke (1. FC Kaiserslautern) Lothar Matthäus (FC Bayern München) Thomas von Heesen (Hamburger SV) | Olaf Thon (FC Schalke 04) Maurizio Gaudino (SV Waldhof Mannheim) |
| Stürmer             | -          | Herbert Waas (Bayer 04 Leverkusen) Frank Mill (Borussia Dortmund) Rudi Völler (Werder Bremen) Klaus Allofs (1. FC Köln)                        | Norbert Dickel (Borussia Dortmund) Dieter Eckstein (1. FC Nürnberg) Roland Wohlfarth (FC Bayern München) |

Die ausländischen Spieler in der Bundesliga waren in diesem Jahr nicht Teil der Rangliste. Stattdessen wurden in der kicker-Ausgabe vom 12. Januar 1987 (6/1987) in einer separaten Rangliste die besten Ausländer der Bundesliga gekürt. In den Kategorien Fakten (Spielminuten, kicker-Notenschnitt, Tore, Gelbe/Rote Karten), Marktwert (Ablösesumme, Vertragslaufzeit), Leistung und Beliebtheit vergab der kicker an jeden ausländischen Spieler jeweils ein bis zehn Punkte. Bester Spieler war Mirosław Okoński (Hamburger SV, Polen) mit 38 von 40 möglichen Punkten, es folgten auf den Plätzen Jean-Marie Pfaff (FC Bayern München, Belgien) mit 34 Punkten und Włodzimierz Smolarek (Eintracht Frankfurt, Polen) mit 33 Punkten.

### Sommer 1987
Veröffentlicht in den kicker-Ausgaben vom 22. Juni 1987 (52/1987) und vom 29. Juni 1987 (54/1987). Die Rangliste bewertet das erste Halbjahr 1987.
| Position             | Weltklasse | Internationale Klasse                                                                                           | Im weiteren Kreis |
| -------------------- | ---------- | --- | --- |
| Torhüter             | -          | Uli Stein (Hamburger SV) Uwe Kamps (Borussia Mönchengladbach)                                                   | Wolfgang de Beer (Borussia Dortmund) Eike Immel (VfB Stuttgart) Ralf Zumdick (VfL Bochum) |
| Verteidiger          | -          | Jürgen Kohler (SV Waldhof Mannheim) Guido Buchwald (VfB Stuttgart)                                              | Norbert Eder (FC Bayern München) Günther Schäfer (VfB Stuttgart) Uli Borowka (Borussia Mönchengladbach) Alois Reinhardt (Bayer 04 Leverkusen) Hans Pflügler (FC Bayern München) André Winkhold (Borussia Mönchengladbach) |
| Libero               | -          | Ditmar Jakobs (Hamburger SV) Klaus Augenthaler (FC Bayern München) Hans-Günter Bruns (Borussia Mönchengladbach) | Frank Pagelsdorf (Borussia Dortmund) Matthias Herget (Bayer Uerdingen) Thomas Hörster (Bayer 04 Leverkusen) |
| Mittelfeld defensiv  | -          | Norbert Nachtweih (FC Bayern München)                                                                           | Manfred Kaltz (Hamburger SV) Andreas Brehme (FC Bayern München) Stefan Reuter (1. FC Nürnberg) Sascha Jusufi (Hamburger SV) Michael Frontzeck (Borussia Mönchengladbach)                                                  |
| Mittelfeld offensiv  | -          | Wolfram Wuttke (1. FC Kaiserslautern) Olaf Thon (FC Schalke 04) Lothar Matthäus (FC Bayern München)             | Hans Dorfner (FC Bayern München) Thomas von Heesen (Hamburger SV) Michael Zorc (Borussia Dortmund) Manfred Schwabl (1. FC Nürnberg) Karl Allgöwer (VfB Stuttgart)                                                         |
| Stürmer              | -          | Uwe Rahn (Borussia Mönchengladbach) Rudi Völler (Werder Bremen) Klaus Allofs (1. FC Köln)                       | Frank Mill (Borussia Dortmund) Norbert Dickel (Borussia Dortmund) Fritz Walter (SV Waldhof Mannheim) Manfred Kastl (Hamburger SV) Dieter Eckstein (1. FC Nürnberg) Sergio Allievi (1. FC Kaiserslautern)                  |
| Ausländische Spieler | -          | Jean-Marie Pfaff (FC Bayern München) Mirosław Okoński (Hamburger SV)                                            | Marcel Răducanu (Borussia Dortmund) Kai Erik Herlovsen (Borussia Mönchengladbach) Jørn Andersen (1. FC Nürnberg) Rune Bratseth (Werder Bremen) Anders Giske (1. FC Nürnberg)                                              |

### Winter 1987/88
Veröffentlicht in den kicker-Ausgaben vom 29. Dezember 1987 (106/1987), vom 4. Januar 1988 (1+2/1988), vom 11. Januar 1988 (4/1988), vom 18. Januar 1988 (6/1988), vom 25. Januar 1988 (8/1988) und vom 1. Februar 1988 (10/1988). Die Rangliste bewertet das zweite Halbjahr 1987.
| Position             | Weltklasse | Internationale Klasse | Im weiteren Kreis |
| -------------------- | ---------- | --- | --- |
| Torhüter             | -          | Andreas Köpke (1. FC Nürnberg) Bodo Illgner (1. FC Köln) Eike Immel (VfB Stuttgart) | Oliver Reck (Werder Bremen) Wolfgang de Beer (Borussia Dortmund) Uwe Zimmermann (SV Waldhof Mannheim) Toni Schumacher (FC Schalke 04) Uwe Kamps (Borussia Mönchengladbach)                                                                              |
| Verteidiger          | -          | Jürgen Kohler (1. FC Köln) Uli Borowka (Werder Bremen) | Roland Grahammer (1. FC Nürnberg) Thomas Süss (Karlsruher SC) Hans-Georg Dreßen (Borussia Mönchengladbach) Hans Pflügler (FC Bayern München) Günther Schäfer (VfB Stuttgart)                                                                            |
| Libero               | -          | Norbert Nachtweih (FC Bayern München) Matthias Herget (Bayer Uerdingen) | Gunnar Sauer (Werder Bremen) Franco Foda (1. FC Kaiserslautern) Manfred Binz (Eintracht Frankfurt) Karl Allgöwer (VfB Stuttgart) Paul Steiner (1. FC Köln)                                                                                              |
| Mittelfeld defensiv  | -          | - | Mirko Votava (Werder Bremen) Armin Görtz (1. FC Köln) Manfred Kaltz (Hamburger SV) Hansi Flick (FC Bayern München) Martin Schneider (1. FC Nürnberg) Stefan Reuter (1. FC Nürnberg)                                                                     |
| Mittelfeld offensiv  | -          | Pierre Littbarski (1. FC Köln) Olaf Thon (FC Schalke 04) Hans Dorfner (FC Bayern München) Christian Hochstätter (Borussia Mönchengladbach) Lothar Matthäus (FC Bayern München)                 | Thomas Häßler (1. FC Köln) Manfred Schwabl (1. FC Nürnberg) Michael Harforth (Karlsruher SC) Peter Lux (SV Waldhof Mannheim) Norbert Meier (Werder Bremen) Frank Neubarth (Werder Bremen)                                                               |
| Stürmer              | -          | Frank Mill (Borussia Dortmund) Jürgen Klinsmann (VfB Stuttgart) | Frank Ordenewitz (Werder Bremen) Fritz Walter (VfB Stuttgart) Dieter Eckstein (1. FC Nürnberg) Harald Kohr (1. FC Kaiserslautern) |
| Ausländische Spieler | -          | Rune Bratseth (Werder Bremen) Ásgeir Sigurvinsson (VfB Stuttgart) Jean-Marie Pfaff (FC Bayern München) Morten Olsen (1. FC Köln) Robert Prytz (Bayer Uerdingen) Bjarne Goldbæk (FC Schalke 04) | Srećko Bogdan (Karlsruher SC) Anders Giske (1. FC Nürnberg) Flemming Povlsen (1. FC Köln) Włodzimierz Smolarek (Eintracht Frankfurt) Murdo MacLeod (Borussia Dortmund) Lajos Détári (Eintracht Frankfurt) Kai Erik Herlovsen (Borussia Mönchengladbach) |

### Sommer 1988
Veröffentlicht in den kicker-Ausgaben vom 4. Juli 1988 (54/1988) und vom 11. Juli 1988 (56/1988). Die Rangliste bewertet das erste Halbjahr 1988.
| Position             | Weltklasse | Internationale Klasse | Im weiteren Kreis |
| -------------------- | ---------- | --- | --- |
| Torhüter             | -          | Eike Immel (VfB Stuttgart) Andreas Köpke (1. FC Nürnberg) Uli Stein (Eintracht Frankfurt)                                                                      | Bodo Illgner (1. FC Köln) Rüdiger Vollborn (Bayer 04 Leverkusen) Ralf Zumdick (VfL Bochum) Oliver Reck (Werder Bremen) Toni Schumacher (FC Schalke 04)                                                                                          |
| Verteidiger          | -          | Jürgen Kohler (1. FC Köln) Alois Reinhardt (Bayer 04 Leverkusen) Guido Buchwald (VfB Stuttgart) Uli Borowka (Werder Bremen)                                    | Martin Kree (VfL Bochum) Charly Körbel (Eintracht Frankfurt) Karsten Surmann (Hannover 96) Hans Pflügler (FC Bayern München) Günther Schäfer (VfB Stuttgart) Roland Grahammer (1. FC Nürnberg)                                                  |
| Libero               | -          | Matthias Herget (Bayer Uerdingen) Thomas Hörster (Bayer 04 Leverkusen)                                                                                         | Gunnar Sauer (Werder Bremen) Manfred Binz (Eintracht Frankfurt) Klaus Augenthaler (FC Bayern München) Franco Foda (1. FC Kaiserslautern) Thomas Kempe (VfL Bochum) Paul Steiner (1. FC Köln)                                                    |
| Mittelfeld defensiv  | -          | Armin Görtz (1. FC Köln) Wolfgang Rolff (Bayer 04 Leverkusen) Andreas Brehme (FC Bayern München) Holger Fach (Bayer Uerdingen) Mirko Votava (Werder Bremen)    | Günter Hermann (Werder Bremen) Michael Zorc (Borussia Dortmund) Manfred Kaltz (Hamburger SV) Wolfgang Funkel (Bayer Uerdingen) |
| Mittelfeld offensiv  | -          | Lothar Matthäus (FC Bayern München) Thomas Häßler (1. FC Köln) Olaf Thon (FC Schalke 04)                                                                       | Hans Dorfner (FC Bayern München) Karl Allgöwer (VfB Stuttgart) Peter Lux (SV Waldhof Mannheim) Andreas Möller (Borussia Dortmund) Pierre Littbarski (1. FC Köln) Wolfram Wuttke (1. FC Kaiserslautern) Michael Harforth (Karlsruher SC)         |
| Stürmer              | -          | Jürgen Klinsmann (VfB Stuttgart) Frank Mill (Borussia Dortmund) Karl-Heinz Riedle (Werder Bremen)                                                              | Rudi Völler (AS Rom) Siegfried Reich (Hannover 96) Dieter Eckstein (1. FC Nürnberg) Fritz Walter (VfB Stuttgart) Harald Kohr (1. FC Kaiserslautern)                                                                                             |
| Ausländische Spieler | -          | Lajos Détári (Eintracht Frankfurt) Rune Bratseth (Werder Bremen) Robert Prytz (Bayer Uerdingen) Tita (Bayer 04 Leverkusen) Ásgeir Sigurvinsson (VfB Stuttgart) | Morten Olsen (1. FC Köln) Srećko Bogdan (Karlsruher SC) Jean-Marie Pfaff (FC Bayern München) Anders Giske (1. FC Nürnberg) Peter Hobday (Hannover 96) Andrzej Iwan (VfL Bochum) Cha Bum-kun (Bayer 04 Leverkusen) Flemming Povlsen (1. FC Köln) |

### Winter 1988/89
Veröffentlicht in den kicker-Ausgaben vom 19. Dezember 1988 (102/1988), vom 27. Dezember 1988 (104/1988) und vom 2. Januar 1989 (1+2/1989). Die Rangliste bewertet das zweite Halbjahr 1988.
| Position            | Weltklasse                       | Internationale Klasse | Im weiteren Kreis |
| ------------------- | -------------------------------- | --- | --- |
| Torhüter            | -                                | Raimond Aumann (FC Bayern München) Eike Immel (VfB Stuttgart) | Rüdiger Vollborn (Bayer 04 Leverkusen) Bodo Illgner (1. FC Köln) Uwe Kamps (Borussia Mönchengladbach) Ralf Zumdick (VfL Bochum) Uli Stein (Eintracht Frankfurt) Andreas Köpke (1. FC Nürnberg) Gerry Ehrmann (1. FC Kaiserslautern) Alexander Famulla (Karlsruher SC)                              |
| Verteidiger         | Jürgen Kohler (1. FC Köln)       | Guido Buchwald (VfB Stuttgart) | Michael Schulz (1. FC Kaiserslautern) Martin Kree (VfL Bochum) Gerhard Kleppinger (Bayer Uerdingen) Charly Körbel (Eintracht Frankfurt) |
| Libero              | Rune Bratseth (Werder Bremen)    | Karl Allgöwer (VfB Stuttgart) | Klaus Augenthaler (FC Bayern München) Paul Steiner (1. FC Köln) Thomas Kempe (VfL Bochum) Srećko Bogdan (Karlsruher SC) Thomas Hörster (Bayer 04 Leverkusen) Ditmar Jakobs (Hamburger SV) Kai Erik Herlovsen (Borussia Mönchengladbach)                                                            |
| Mittelfeld defensiv | -                                | Srečko Katanec (VfB Stuttgart) Manfred Kaltz (Hamburger SV) | Horst Steffen (Bayer Uerdingen) Franco Foda (1. FC Kaiserslautern) Hansi Flick (FC Bayern München) Stefan Reuter (FC Bayern München) Holger Fach (Bayer Uerdingen) Axel Roos (1. FC Kaiserslautern) Thomas Schaaf (Werder Bremen) Michael Zorc (Borussia Dortmund) Günther Schäfer (VfB Stuttgart) |
| Mittelfeld offensiv | Thomas Häßler (1. FC Köln)       | Thomas von Heesen (Hamburger SV) Wolfram Wuttke (1. FC Kaiserslautern) Uwe Bein (Hamburger SV) Andreas Möller (Borussia Dortmund) Norbert Meier (Werder Bremen) Olaf Thon (FC Bayern München) | Michael Harforth (Karlsruher SC) Hans Dorfner (FC Bayern München) Günter Hermann (Werder Bremen) Jürgen Gronau (FC St. Pauli) Ásgeir Sigurvinsson (VfB Stuttgart) |
| Stürmer             | Jürgen Klinsmann (VfB Stuttgart) | Frank Neubarth (Werder Bremen) | Uwe Leifeld (VfL Bochum) Thomas Allofs (1. FC Köln) Roland Wohlfarth (FC Bayern München) Jürgen Wegmann (FC Bayern München) Harald Kohr (1. FC Kaiserslautern) Frank Mill (Borussia Dortmund) |

### Sommer 1989
Veröffentlicht in den kicker-Ausgaben vom 26. Juni 1989 (52/1989), vom 3. Juli 1989 (54/1989) und vom 10. Juli 1989 (56/1989). Die Rangliste bewertet das erste Halbjahr 1989.
| Position            | Weltklasse                 | Internationale Klasse | Im weiteren Kreis |
| ------------------- | -------------------------- | --- | --- |
| Torhüter            | -                          | Bodo Illgner (1. FC Köln) Raimond Aumann (FC Bayern München) | Andreas Köpke (1. FC Nürnberg) Wolfgang de Beer (Borussia Dortmund) Gerry Ehrmann (1. FC Kaiserslautern) Rüdiger Vollborn (Bayer 04 Leverkusen) Oliver Reck (Werder Bremen) Alexander Famulla (Karlsruher SC) Uwe Kamps (Borussia Mönchengladbach) Uli Stein (Eintracht Frankfurt) Eike Immel (VfB Stuttgart) |
| Verteidiger         | Jürgen Kohler (1. FC Köln) | Guido Buchwald (VfB Stuttgart) | Martin Kree (VfL Bochum) Alois Reinhardt (Bayer 04 Leverkusen) Charly Körbel (Eintracht Frankfurt) Thomas Helmer (Borussia Dortmund) Jens Duve (FC St. Pauli) André Trulsen (FC St. Pauli) Anders Giske (1. FC Nürnberg)                                                                                      |
| Libero              | -                          | Klaus Augenthaler (FC Bayern München) Karl Allgöwer (VfB Stuttgart) Rune Bratseth (Werder Bremen) Paul Steiner (1. FC Köln) | Srećko Bogdan (Karlsruher SC) Hans-Günter Bruns (Borussia Mönchengladbach) Ditmar Jakobs (Hamburger SV) |
| Mittelfeld defensiv | -                          | Stefan Reuter (FC Bayern München) Morten Olsen (1. FC Köln) | Hans Dorfner (FC Bayern München) Manfred Kaltz (Hamburger SV) Günter Hermann (Werder Bremen) Michael Zorc (Borussia Dortmund) Holger Fach (Bayer Uerdingen) Cha Bum-kun (Bayer 04 Leverkusen) Murdo MacLeod (Borussia Dortmund)                                                                               |
| Mittelfeld offensiv | -                          | Pierre Littbarski (1. FC Köln) Thomas Häßler (1. FC Köln) Andreas Möller (Borussia Dortmund) Uwe Bein (Hamburger SV) Thomas von Heesen (Hamburger SV) Maurizio Gaudino (VfB Stuttgart) Manfred Bockenfeld (SV Waldhof Mannheim) | Günter Breitzke (Borussia Dortmund) Olaf Thon (FC Bayern München) Ludwig Kögl (FC Bayern München) Michael Frontzeck (Borussia Mönchengladbach) |
| Stürmer             | -                          | Karl-Heinz Riedle (Werder Bremen) Jan Furtok (Hamburger SV) Frank Mill (Borussia Dortmund) | Jürgen Klinsmann (VfB Stuttgart) Hans-Jörg Criens (Borussia Mönchengladbach) Stefan Kuntz (Bayer Uerdingen) Norbert Dickel (Borussia Dortmund) |

### Winter 1989/90
Veröffentlicht in den kicker-Ausgaben vom 18. Dezember 1989 (102/1989), vom 27. Dezember 1989 (104/1989), vom 2. Januar 1990 (1+2/1990) und vom 8. Januar 1990 (4/1990). Die Rangliste bewertet das zweite Halbjahr 1989.
| Position            | Weltklasse | Internationale Klasse | Im weiteren Kreis |
| ------------------- | ---------- | --- | --- |
| Torhüter            | -          | Uli Stein (Eintracht Frankfurt) Rüdiger Vollborn (Bayer 04 Leverkusen) Andreas Köpke (1. FC Nürnberg) Bodo Illgner (1. FC Köln) | Richard Golz (Hamburger SV) Eike Immel (VfB Stuttgart) Raimond Aumann (FC Bayern München) Oliver Reck (Werder Bremen) Michael Serr (1. FC Kaiserslautern) |
| Verteidiger         | -          | Guido Buchwald (VfB Stuttgart) | Alois Reinhardt (Bayer 04 Leverkusen) Charly Körbel (Eintracht Frankfurt) Jörg Dittwar (1. FC Nürnberg) Thomas Helmer (Borussia Dortmund) Wolfgang Funkel (Bayer Uerdingen) Martin Kree (Bayer 04 Leverkusen)                                                                                    |
| Libero              | -          | Rune Bratseth (Werder Bremen) Karl Allgöwer (VfB Stuttgart) | Manfred Binz (Eintracht Frankfurt) Thomas Hörster (Bayer 04 Leverkusen) Klaus Augenthaler (FC Bayern München) Paul Steiner (1. FC Köln) Ján Kocian (FC St. Pauli) Srećko Bogdan (Karlsruher SC)                                                                                                  |
| Mittelfeld defensiv | -          | Stefan Reuter (FC Bayern München) Ralf Falkenmayer (Eintracht Frankfurt) | Günter Hermann (Werder Bremen) Dieter Eilts (Werder Bremen) Michael Zorc (Borussia Dortmund) Hans Pflügler (FC Bayern München) Jorginho (Bayer 04 Leverkusen) Oliver Kreuzer (Karlsruher SC) Thomas Brunner (1. FC Nürnberg) Jürgen Hartmann (VfB Stuttgart) Franco Foda (1. FC Kaiserslautern)  |
| Mittelfeld offensiv | -          | Pierre Littbarski (1. FC Köln) Uwe Bein (Eintracht Frankfurt) Hans Dorfner (FC Bayern München) Thomas Häßler (1. FC Köln) Olaf Thon (FC Bayern München) Andreas Möller (Borussia Dortmund) José Basualdo (VfB Stuttgart) Thomas von Heesen (Hamburger SV) | Andrzej Buncol (Bayer 04 Leverkusen) Ásgeir Sigurvinsson (VfB Stuttgart) Günter Güttler (SV Waldhof Mannheim) Heinz Gründel (Eintracht Frankfurt) Michael Schütz (Fortuna Düsseldorf) |
| Stürmer             | -          | Wynton Rufer (Werder Bremen) Brian Laudrup (Bayer Uerdingen) | Karl-Heinz Riedle (Werder Bremen) Jørn Andersen (Eintracht Frankfurt) Uwe Freiler (SV Waldhof Mannheim) Fritz Walter (VfB Stuttgart) Uwe Leifeld (VfL Bochum) Reiner Wirsching (1. FC Nürnberg) André Golke (FC St. Pauli) Michael Sternkopf (Karlsruher SC) Stefan Kuntz (1. FC Kaiserslautern) |